# Zealaranea trinotata
Zealaranea trinotata là một loài nhện trong họ Araneidae.
Loài này thuộc chi Zealaranea. Zealaranea trinotata được Arthur T. Urquhart. miêu tả năm 1890.